# Улица Аделя Кутуя (Казань)
Улица Аделя Кутуя (тат. Гадел Кутуй урамы) — магистральная улица в Советском районе Казани. Названа в честь Аделя Кутуя — советского татарского писателя, поэта и драматурга, решением горисполкома от 08.01.1964 № 1. Улица является осью, соединяющей восточную часть города (спальные районы и сеть гипермаркетов) с центром города.

## История
Существовавший долгое время Вознесенский тракт начинался восточнее улицы Зинина, ответвляясь от нынешней улицы Ершова; получил название от имени села Вознесенское, в сторону которого вёл. В 1964 году часть Вознесенского тракта была переименована в улицу Аделя Кутуя.
Улица начиналась от перекрёстка с улицей Красной Позиции, но, со строительством моста, в начале-середине 1980-х годов через железную дорогу Казань-Пассажирская — Дербышки у улицы Достоевского, получила второе начало.
В 2000 году на доме № 16 изготовлена и установлена новая мемориальная доска.
На перекрёстке Аделя Кутуя — Гвардейская до 2006 года было организовано круговое движение, однако затем данное пересечение было реконструировано и превращено в обычный перекрёсток со светофором.
| Многоэтажная жилая застройка | Многоэтажная жилая застройка | Многоэтажная жилая застройка | Многоэтажная жилая застройка |
| № дома                       | Год постройки                | Количество этажей            | Примечания                   |
| ---------------------------- | ---------------------------- | ---------------------------- | ---------------------------- |
| 1                            | 1965                         | 5                            |                              |
| 3                            | 1965                         | 5                            |                              |
| 5                            | 1970                         | 5                            |                              |
| 7                            | 1970                         | 5                            |                              |
| 8                            | 1969                         | 5                            |                              |
| 8А                           | 1969                         | 5                            |                              |
| 9                            | 2009                         | 9                            |                              |
| 16 (подъезды 1-2)            | 1976                         | 9                            |                              |
| 16 (подъезды 3-6)            |                              | 9                            |                              |
| 33                           | 1973                         | 5                            |                              |
| 35                           | 2011                         | 10                           |                              |
| 37                           | 1956                         | 2                            |                              |
| 39                           | 1956                         | 2                            |                              |
| 48                           | 1986                         | 5                            |                              |
| 46                           | 2001                         | 10                           |                              |
| 50/9                         |                              | 3-4                          |                              |
| 54                           | 1998                         | 10                           |                              |
| 68 корп. 1                   | 1961                         | 5                            |                              |
| 68 корп. 2                   | 1969                         | 5                            |                              |
| 70                           | 1976                         | 5                            |                              |
| 72                           | 1979                         | 5                            |                              |
| 82                           |                              | 4                            |                              |
| 82 корп. 1                   |                              | 2                            |                              |
| 83А                          |                              | 5                            | Гостиница                    |
| 86А                          | 1983                         | 5                            | Общежитие                    |
| 88                           | 1991                         | 5                            |                              |
| 104                          | 1963                         | 3                            |                              |
| 110А                         | 2015                         | 16                           | ЖК «Ладья»                   |
| 110Б                         | 2014                         | 16                           | ЖК «Ладья»                   |

## Расположение
Проходит с северо-запада на юго-восток и имеет достаточно сложную траекторию.

### Пересечения с другими улицами
- Абжалилова
- Красной Позиции
- Гвардейская
- Шуртыгина
- Макаренко
- Седова
- Габдуллы Кариева
- Тулпар
- Бухарская
- Даурская
- Родины

Улица продолжает улицу Достоевского от перекрёстка с улицей Абжалилова. В самом начале улица проходит над участком Горьковской железной дороги Казань-Пассажирская — Дербышки.

### Застройка улицы
На улице расположены жилые, деловые, гаражные комплексы, прочие торговые и общественные здания. Дома представлены различными архитектурными стилями — от «сталинок» до «новостроя». На местах ветхих домов ведётся строительство многоэтажных жилых и офисных зданий.
В районе промзоны улицы предлагалось сформировать зоны высокой интенсивности использования за счёт размещения предприятий высоких технологий, научно-производственных комплексов, деловых функций, объектов обслуживания. Однако к 2013 году работы не велись, более того проезжая часть улицы у промышленных объектов отличалась низким качеством и в некоторых местах, для привлечения администрации, в качестве транспортного средства использовалась резиновая лодка.

## Общественный транспорт
- Автобус: 22, 30, 90 (от начала до пересечения с  Гвардейской улицей), 70 (до пересечения с проспектом Камалеева), 89 (до Бухарской улицы).
- Остановки: «Аделя Кутуя», «Седова», «ЖБИ», «Колледж».
- Улицу пересекают маршруты общественного транспорта, следующие по улице Гвардейской: трамвайный маршрут №4, троллейбусный №5, автобусные №18, 19 и 55. У пересечения находится одноимённая остановка.

Предполагалось строительство троллейбусной линии.

## Объекты, расположенные на улице
- № 3, 5, 7, 11, 68, 70, 72, 78а, 80, 88, 94, 96, 98, 102, 104  — жилые дома комбината строительных материалов[12][13][14][15][16][17]
- № 8 — жилой дом треста «Татгражданстрой»[18].
- № 16 — жилой дом треста «Казремстрой»[19].
- № 31б — жилой дом завода газовой аппаратуры[17].
- № 37/34 (37/56) — бывшее общежитие Татпотребсоюза[20].
- № 48 — жилой дом Казанской КЭЧ[21].
- № 48б — жилой дом ПО «Татмелиорация»[тат.][17].
- № 50/9 — бывшее общежитие Татгипроводхоза (Татводпроекта)[22].
- № 86 — завод «Кулонэнергомаш».
- № 86а — бывшее общежитие комбината строительных материалов[23].
- № 88 — Республиканский медицинский информационно-аналитический центр.
- № 114 — Межшкольный учебный комбинат.
- № 116 — завод «Медтехника».

## Интересные факты
- Имя Аделя Кутуя носили также ещё две улицы Казани — современные улицы Абая Кунанбаева и Пехотный переулок[тат.][24][25]